# Манучар Маркоишвили
Манучар Маркоишвили (груз. მანუჩარ მარკოიშვილი; Тбилиси, 17. новембар 1986) је бивши грузијски кошаркаш. Играо је на позицијама бека и крила. 

## Каријера
Маркоишвили је сениорску каријеру почео као тинејџер наступајући за екипу Батумија у родној Грузији. Као млади таленат долази 2002. године у Бенетон Тревизо, код трофејног тренера Етореа Месине. Као млад играч није добијао пуно прилике, па у фебруару 2004. одлази у немачки Мителдојчер. Са њима је остао до краја сезоне и освојио ФИБА Еврокуп челенџ. Након тога следе три сезоне у Унион Олимпији где је био један од најбољих играча тима. Од 2007. до 2009. је наступао за екипу Кијева да би се 2009. вратио у Италију и потписао за Канту. У јануару 2013. је потписао за Галатасарај и са њима остао до краја те сезоне. Сезону 2014/15. проводи у московском ЦСКА, а наредну је био играч Дарушафаке. У сезони 2017/18. је био играч Ређане. 

## Успеси

### Клупски
- Батуми:
  - Првенство Грузије (1): 2001/02.

- Бенетон Тревизо:
  - Првенство Италије (1): 2002/03.
  - Куп Италије (1): 2003.

- Мителдојчер:
  - ФИБА куп Европе (1): 2004.

- Унион Олимпија:
  - Првенство Словеније (1): 2004/05, 2005/06.
  - Куп Словеније (2): 2005, 2006.

- Канту:
  - Суперкуп Италије (1): 2012.

- Галатасарај:
  - Првенство Турске (1): 2012/13.

- ЦСКА Москва:
  - ВТБ јунајтед лига (1): 2014/15.

### Појединачни
- Најкориснији играч кола Евролиге (1): 2011/12. (1)
- Ол-стар утакмица Јадранске лиге (1): 2007.